# Teloglabrus stuckenbergi
Teloglabrus stuckenbergi är en tvåvingeart som beskrevs av Feijen 1983. Teloglabrus stuckenbergi ingår i släktet Teloglabrus och familjen Diopsidae. Inga underarter finns listade i Catalogue of Life.